# Watampone
Watampone, „die Hauptstadt der Bone“ in der Bugis-Sprache (Umgangssprachlich auch als Bone bezeichnet), ist eine Stadt in der indonesischen Provinz Sulawesi Selatan. Es ist die Hauptstadt des Regierungsbezirks Bone. Die Stadt hat eine Bevölkerung von über 80.000 Einwohnern. Sie ist der Geburtsort des von 2004 bis 2009 und erneut seit 2014 amtierenden Vizepräsidenten von Indonesien Jusuf Kalla.
Watampone war die Hauptstadt des Reiches von Bone.

## Sehenswertes
- Ein traditionelles Haus von edlen Bugis, die Bola Somba
- Das Museum Saoraja Lapawawoi
- Der königliche Friedhof von Bone zu Bukaka